# MathType
MathType er et betalingsprogram til Windows og Macintosh, der kan bruges til at skrive matematiske, kemiske og fysiske udtryk, ligninger og reaktioner. Det er udviklet af Design Science fra USA og er især kendt på grund af et andet af firmaets produkter, Equation Editor (formeleditor), der blev licenseret til Microsoft i 1991 og har været en integreret del af Microsoft Office lige siden. Equation Editor, der også fungerer som add-on i ikke-Microsoft-produkter, reklamerer nemlig lejlighedsvis for MathType, sin "professionelle" udgave – ifølge firmaet for at spare licensomkostninger.
MathType og ligenende værktøjer gør det muligt at skrive tekniske udtryk, som man ikke alene ved brug af ren tekst og almindelig formatering ville kunne skrive.
MathType kan importere og eksportere fra LaTeX og MathML og kan gemme i vektorgrafikformaterne EPS og WMF samt i bitmapformatet GIF.

## Eksempel
Denne kemiske reaktion er formateret ved brug af ren tekst og almindelig (hæve-sænke) formatering:
Zn(s) + 2HCl → Zn(aq)2+ + H2(g) + 2Cl(aq)-
MathType formaterer reaktionsskemaet således:
{\displaystyle Zn_{(s)}+2HCl\rightarrow Zn_{(aq)}^{2+}+H_{2_{(}g)}+2Cl_{(aq)}^{-}}